# Kamenško
Kamenško je naselje v Občini Sevnica. Ustanovljeno je bilo leta 2001 iz dela ozemlja naselja Kamenica. Leta 2015 je imelo 22 prebivalcev. Vrh Kamenškega doseže nadmorsko višino 475 m.
Kamenško je priljubljena točka za okoliške kraje, do vrha vodi več sprehajalnih poti, ki pa niso označene.